# Gojsovac
Gojsovac (cyr. Гојсовац) – wieś w Bośni i Hercegowinie, w Republice Serbskiej, w mieście Bijeljina. W 2013 roku liczyła 683 mieszkańców.